# 鲁迦堪布·丹增嘉措
鲁迦堪布·丹增嘉措（？—？）民族及籍贯不详，第七世鲁迦堪布。

## 生平
他是继第六世鲁迦堪布罗桑丹曲达吉之后的第七世鲁迦堪布。其后有第八世鲁迦堪布。